# Kippen (techniek)

De ligger kipt onder invloed van de belasting F

Het kippen van een ligger is een instabiliteitsverschijnsel. Het treedt op wanneer de ligger op buiging wordt belast in het vlak van de ligger. De gedrukte bovenflens van het profiel gaat zijdelings uitbuigen (knikken) in combinatie met het roteren om de lengteas van de ligger.
Kip is vooral een probleem bij liggers met een relatief grote sterkte om de sterke (x) as en een relatief kleine torsiestijfheid, of buigstijfheid om de zwakke (y) as. Bijvoorbeeld bij I-profielen.
Kip kan worden voorkomen door zijdelingse steunen (kipsteunen) aan te brengen.